# Torneo Regional Federal Amateur
Il Torneo Regional Federal Amateur è una delle due divisioni regionali che compongono la quarta serie del calcio argentino, insieme con la Primera C Metropolitana. È organizzato dal Consejo Federal, una divisione della Federazione calcistica dell'Argentina, ma i club partecipanti sono affiliati indirettamente alla federazione.
Vi prende parte un numero variabile di club provenienti da tutta l'Argentina ad eccezione dell'area della Grande Buenos Aires e della città di Rosario, le cui squadre partecipano all'altra divisione regionale di quarta serie, la Primera C Metropolitana.

## Storia
La competizione è nata nel 2018 in seguito ad una riforma della piramide calcistica, sostituendo il Torneo Federal B, che allo stesso modo raccoglieva i club provenienti dall'esterno di Buenos Aries e Rosario.

## Albo d'oro
| Stagione | Promozioni                                                                        |
| -------- | --------------------------------------------------------------------------------- |
| 2019     | Central Norte (S) Círculo Dep. (O) Güemes (SdE) Sp. Peñarol                       |
| 2020     | Stagione Annullata per il COVID-19                                                |
| 2020-21  | Racing (C) Gimnasia (S) Independiente (C) Ciudad de Bolívar                       |
| 2021-22  | Argentino (MM) Liniers (BB) Atlético Paraná Juv. Antoniana                        |
| 2022-23  | 9 de Julio (R) Atenas (RC) El Linqueño Germinal San Martín (M) Sol de América (F) |
| 2023-24  | Camioneros Dep. Rincón Gutiérrez (M) Kimberley (MdP) Sarmiento (LB)               |
| 2024-25  |                                                                                   |